# Храм Скорботної Богоматері (Пардубиці)
Храм Скорбо́тної Богома́тері (чеськ. Kostel Panny Marie Sedmibolestné) також відомий як Костелічек (чеськ. Kostelíček)  — церква, розташована в історичному передмісті міста Пардубиць — Біле Пржедместі, на перехресті вулиць Штросова і Дашицька. Розпочато будівництво 4 липня 1710 року, і в цьому ж році в ньому відбулися перші богослужіння. Церкву збудував будівельник Якуб Пешина за ініціативою пардубицького купця Якуба Антоніна Штроса на місці деревяної каплички, яка функціонвала до 1670 року. Храм був оточений цвинтарем, план поверху якого й досі позначений кам’яною стіною 1715 року. У 1786 році, за правління імператора Йосипа ІІ, Костелічек був ліквідований і став міським складом деревини. Його відновили через п’ять років (але без кладовища) . З 2006 року Костелічек зазнав масштабної реконструкції. У комплекс храму входять також три статуї – Хрест і статуя Діви Марії з Ісусом на площі біля церкви та статуя  св. Августина і св. Ян Непомуцького біля воріт костелу. 

Храм раніше належав  до Краловоградецького деканату. На даний момент під юрисдикцією Апостольського екзархату в Чеській Республіці.

## Благодійність
З початку фази широкого вторгнення російсько-української війни, в Храмі відбувається збір гуманітарної допомоги Україні, з ініціативи греко-католицького священника та апостольського адміністратора Мар'яна Курила зі Львівщини, .

## Цікаві факти
Згідно багатьох джерел, тіло Якуба Антоніна Штроса знаходиться в ареалу церкви. Надгробна дошка, датована 1715 роком сьогодні знаходиться ліворуч від алтаря, всередині храму. За різними джерелами, Штрос міг бути похованим як на кладовищі в ареалу храму, так і в самій церкві, у зв'язку з його внеском у функціонування храму.